# 杜費斯巴赫河
50°56′3.07″N 6°57′48.89″E / 50.9341861°N 6.9635806°E

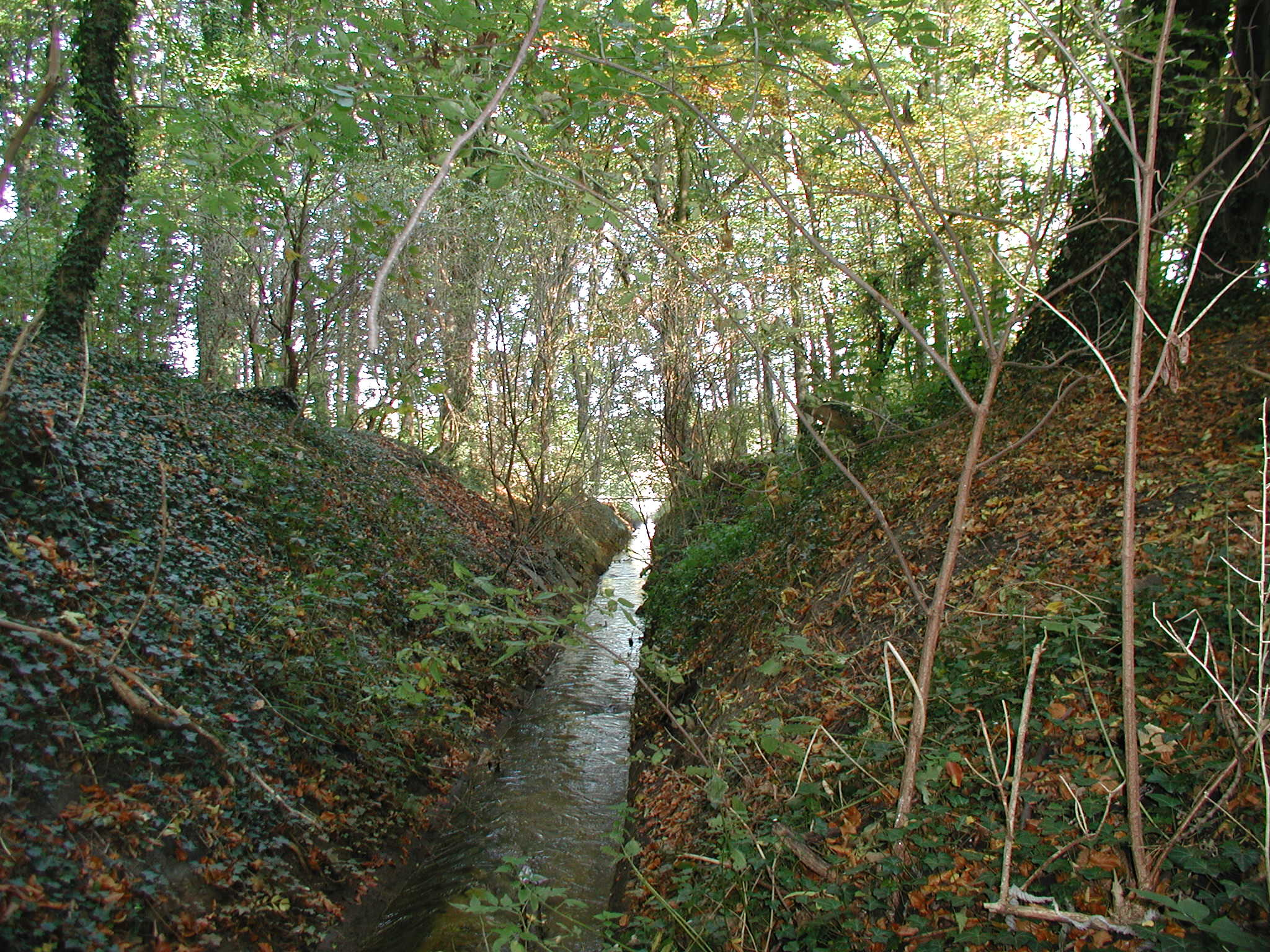
杜費斯巴赫河

杜費斯巴赫河（德語：Duffesbach），是德國的河流，位於該國西部，流經北萊茵-威斯特法倫州，河道全長12.9公里，流域面積10.1平方公里，發源自許爾特，最終注入萊茵河。

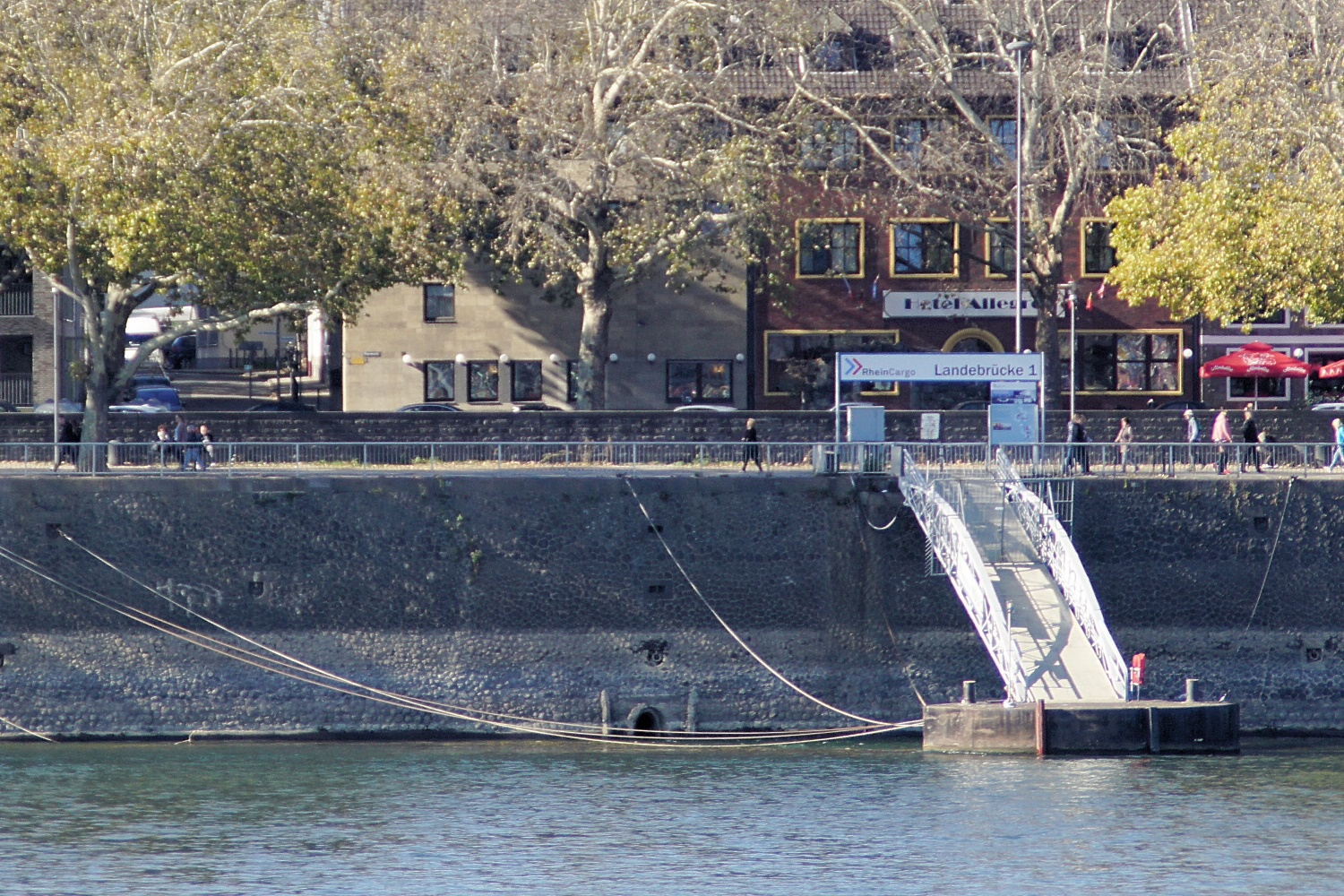
河邊碼頭